# Marjan op den Velde
Marjan op den Velde (Zaandam, 9 januari 1971) is een voormalige Nederlands waterpolospeelster.
Met het Nederlandse team werd Op den Velde wereldkampioen in 1991 en nam eenmaal deel aan de Olympische Spelen, in 2000. Ze eindigde met Oranje op de vierde plaats. In de competitie kwam Op den Velde uit voor ZWV Nereus uit Zaandam.
Op den Velde is getrouwd met waterpolocoach Robin van Galen en samen hebben ze 2 kinderen.
Gillian van den Berg · 
Karla van der Boon · 
Hellen Boering · 
Daniëlle de Bruijn · 
Edmée Hiemstra · 
Karin Kuipers · 
Ingrid Leijendekker · 
Patricia Libregts · 
Mirjam Overdam · 
Heleen Peerenboom · 
Carla Quint · 
Marjan op den Velde · 
Ellen van der Weijden-Bast